# المنيذر الإفريقي
المنيذر الأفريقي أحد صحابة النبي محمد صلى الله عليه وسلم و على آله و صحبه و سلم، وصل إلى الأندلس ثم عاد إلى طرابلس الغرب وأقام فيها إلى أن توفي، روى عنه الحديث النبوي أبو عبد الرحمن الحبلي، يقول البخاري في تاريخه الكبير أن المنيذر روى في أفريقيّة حديث: "من قال رضيت بالله ربًا، وبالإسلام دينًا، وبمحمد (صلى الله عليه وسلم) نبيًا، فأنا الزعيم لآخذن بيده فأدخله الجنة"، دفن المنيذر في المقبرة التي حملت اسمه (مقبرة سيدي منيذر) بوسط العاصمة الليبية طرابلس.
تشير بعض المصادر التاريخية أن الصحابي الوحيد الذي وطأت قدماه أرض الأندلس هو المنيذر الأفريقي وذلك مع جيش موسى بن نصير أوائل الفتح الإسلامي في الأندلس عام 92 للهجرة .
وفي فجر الأحد 15 ذو القعدة 1434 هجري 20 سبتمبر 2013م تم نبش القبر من قبل جماعة مجهولة الهوية ونقل الجثمان لمكان مجهول.